# REG3A
REG3A‏ (Regenerating family member 3 alpha) هوَ بروتين يُشَفر بواسطة جين REG3A في الإنسان.